# Chazelles (Haute-Loire)
Chazelles é uma comuna francesa na região administrativa de Auvérnia-Ródano-Alpes, no departamento de Alto Loire. Estende-se por uma área de 4,9 km². Em 2010 a comuna tinha 36 habitantes (densidade: 7,3 hab./km²).